# Pam Seaborne
Pamela Georgina Seaborne po mężu Elliott (ur. 16 sierpnia 1935 w West Ham, zm. 16 kwietnia 2021 w Calgary) – brytyjska lekkoatletka, płotkarka, medalistka mistrzostw Europy z 1954.
Specjalizowała się w biegu na 80 metrów przez plotki. Odpadła w półfinale tej konkurencji na igrzyskach olimpijskich w 1952 w Helsinkach.
Zdobyła brązowy medal w biegu na 80 metrów przez płotki na mistrzostwach Europy w 1954 w Bernie, za Marią Gołubniczą ze Związku Radzieckiego] i Anneliese Seonbuchner z RFN. Na Igrzyskach Imperium Brytyjskiego i Wspólnoty Brytyjskiej w 1954 w Vancouver zajęła 4. miejsce w tej konkurencji. Na tych zawodach reprezentowała Anglię.
Była mistrzynią Wielkiej Brytanii (AAA) w biegu na 80 metrów przez płotki w 1956.
3 października 1954 w Budapeszcie ustanowiła rekord Wielkiej Brytanii na tym dystansie czasem 11,0 s.
Jej mąż Geoff Elliott był także lekkoatletą, tyczkarzem. Podobnie jak Seaborne zdobył brązowy medal na mistrzostwach Europy w 1954.